# Zona de aeração

A imagem mostra uma zona de aeração em um sistema hidrológico

Em hidrologia e geologia, zona de aeração, ou zona vadosa é a zona superficial do solo, em que os poros se encontram cheios de ar. Inferiormente, está a zona de saturação em que os interstícios estão cheios de água.

## Zonas de aeração, saturação e nível hidroestático
No aproveitamento dos recurso hídricos é importante compreender como ocorre o movimento da água nos aquíferos.
   Numa situação normal tende a existir no solo um teor elevado de água. Esta encontra-se nos espaços vazios e está associada à matéria orgânica. Em profundidade podem ser encontradas:
- Zona de aeração - geralmente localizada a profundidades reduzidas, em que os espaços vazios se encontram insaturados com água. A água encontra-se na superfície dos grãos. Esta zona é essencial para a existência de diversos organismos, nomeadamente plantas, que realizam trocas gasosas entre as raízes e os gases aí presentes nesta zona de aeração.
- Zona saturada - localizada por baixo da zona de aeração. Os poros e fraturas encontram-se totalmente preenchidos por água. A água da precipitação desloca-se sob o efeito da gravidade desde o solo até à zona saturada.
- Nível hidrostático - nível de água em aquíferos que se encontram em repouso hidrodinâmico. Nos aquíferos livres coincide com o nível freático.

## Em hidrologia
A zona de vadose é a porção subsaturada da subsuperfície que se encontra acima do lençol freático. O solo e a rocha na zona de vadose não estão totalmente saturados de água; ou seja, os poros dentro deles contêm ar e água. A porção da zona de vadose que é habitada por microrganismos do solo, fungos e raízes de plantas pode, por vezes, ser chamada de esponja de carbono do solo.